# Anatoli Ovtxínnikov
Anatoli Vassílievitx Ovtxínnikov, més conegut com a Anatoli Ovtxínnikov (rus: Анатолий Васильевич Овчинников)  (Podolsk, 4 de maig de 1954), és un antic pilot de motocròs rus de renom internacional durant la dècada del 1970. Durant la seva carrera, guanyà sis campionats de l'URSS de motocròs i vint de Moscou. Membre de l'equip oficial soviètic de KTM (al costat de Guennadi Moisséiev i Vladímir Kàvinov) entre 1975 i 1977, formà part de la selecció soviètica que acabà en segon lloc al Trophée des Nations de 1976. Aquell mateix any, guanyà el Gran Premi de l'URSS de 250cc, celebrat a Lviv el 16 de maig.
Nascut a Sàlkovo (a uns 3 km de Podolsk) i conegut familiarment com a Кирыч ("Kíritx"), Ovtxínnikov començà a interessar-se pels esports de motor quan el seu pare es comprà una motocicleta Minsk "Маkaku". Un cop adaptà la moto per a motocròs, començà a practicar-hi pels turons de prop de casa seva fins que Édik Nóvikov, l'entrenador del club de motociclisme de Podolsk, el descobrí i li oferí d'apuntar-se al seu club, on des d'aleshores començà a entrenar-se seriosament i a progressar amb rapidesa. Un cop retirat de la competició, ha estat entrenador de motocròs del CSKA Moscou i ha entrenat pilots de la talla de Iegor Sanin i Vladislav Diomkin.

## Palmarès
- 6 vegades campió de l'URSS de motocròs:
  - 250cc: 1980
  - 350cc: 1979-1980, 1988-1989
  - 500cc: 1982
- Campió de l'URSS en categoria juvenil de 125 cc (1971)
- 3 vegades campió de l'Espartaquíada dels Pobles de l'URSS en 250 cc[1]
- 20 vegades campió de Moscou
- Guanyador del Motocròs Internacional de Poltava en 250 cc (1974)
- Guanyador del Trofeu de la Nació (1975)[2]
- 5 vegades guanyador del Motocròs de Kovrov (1976, 1984, 1990, 1991, 1993)[4]

### Resultats al Campionat del Món
Font:
| Any  | Motocicleta | 250cc | 125cc |
| ---- | ----------- | ----- | ----- |
| 1969 | ČZ          | 32è   | -     |
| 1970 | ČZ          | 17è   | -     |
| 1971 | ČZ          | 28è   | -     |
| 1972 | ČZ          | 20è   | -     |
| 1973 | ČZ          | 19è   | -     |
| 1974 | ČZ          | 26è   | -     |
| 1975 | KTM         | 24è   | -     |
| 1976 | KTM         | 7è    | -     |
| 1977 | KTM         | 14è   | -     |
| 1978 | ČZ          | -     | 23è   |